# Њагра (Њамц)
Њагра (рум. Neagra) насеље је у Румунији у округу Њамц у општини Ташка. Oпштина се налази на надморској висини од 543 m.

## Становништво
Према подацима из 2002. године у насељу је живело 552 становника, од којих су сви румунске националности.